# Rezerwat przyrody Jaźwiana Góra
Rezerwat przyrody Jaźwiana Góra – leśny rezerwat przyrody w miejscowości Ostrowy Baranowskie, w gminie Cmolas, w powiecie kolbuszowskim (województwo podkarpackie). Znajduje się na terenie leśnictwa Ostrowy (Nadleśnictwo Mielec). Rezerwat położony jest w granicach Mielecko-Kolbuszowsko-Głogowskiego Obszaru Chronionego Krajobrazu oraz obszaru ptasiego sieci Natura 2000 „Puszcza Sandomierska” PLB180005.
Obszar chroniony ustanowiony został w 1959 r. w celu zachowania ze względów naukowych i dydaktycznych fragmentu lasu obrazującego różne stadia regeneracji naturalnego drzewostanu jodłowo-bukowego, posiadającego szczególne znaczenie przyrodnicze i krajobrazowe w otoczeniu mało urozmaiconych drzewostanów sosnowych.
Na obszarze 4,02 ha ochronie podlega tu porastający niewielkie wzniesienie – Jaźwianą Górę – las reprezentujący zubożoną formę żyznej buczyny karpackiej przekształcającej się w grąd.
W runie lasu występują chronione gatunki roślin: widłak jałowcowaty i wawrzynek wilczełyko.